# Seznam ministrů zahraničních věcí Dánska

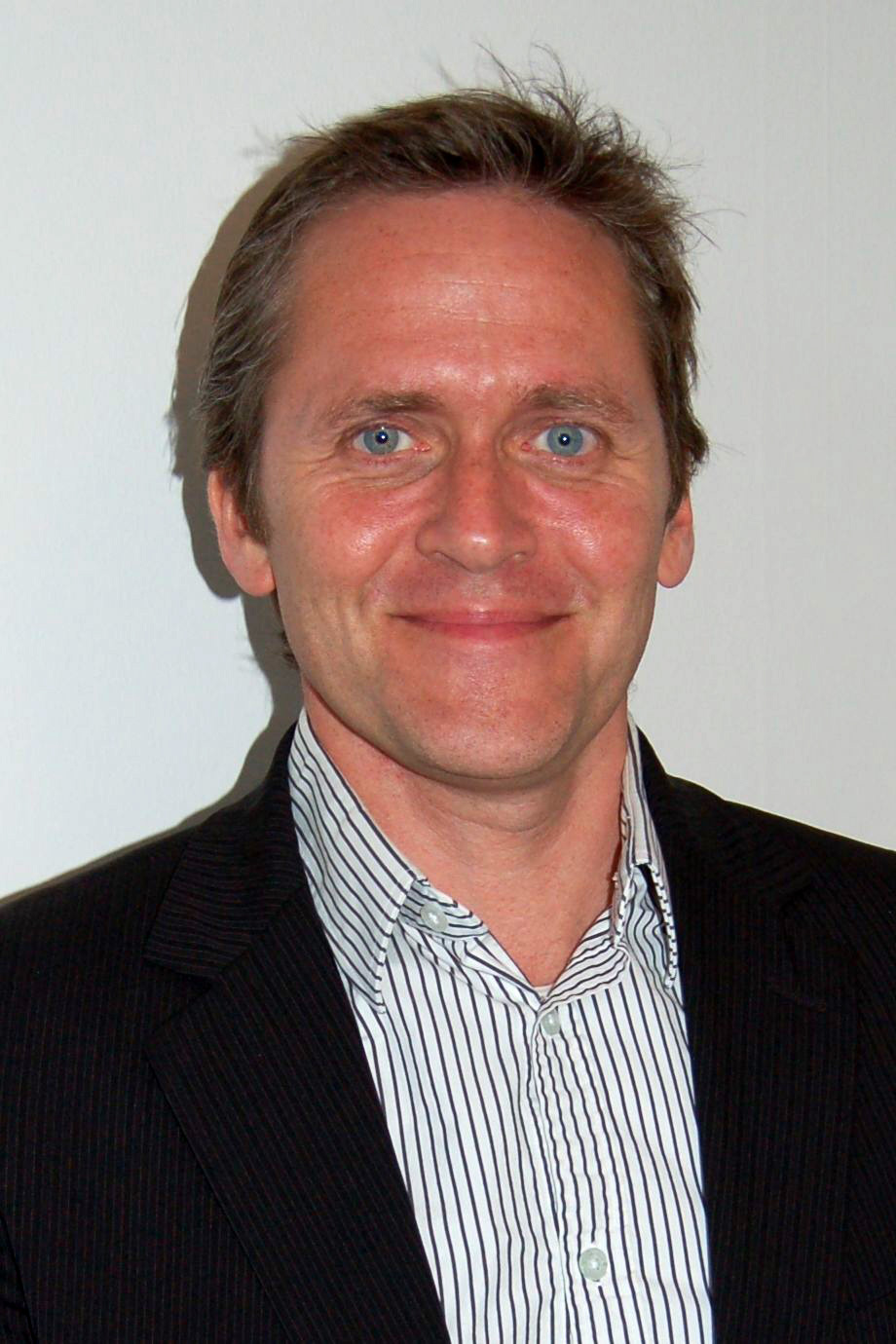
Anders Samuelsen

Seznam ministrů zahraničních věcí Dánského království.

## Seznam ministrů zahraničních věcí od roku 1848
| Od          | Do           | Ministr zahraničních věcí                           | Narozen–Úmrtí                            |
| ----------- | ------------ | --------------------------------------------------- | ---------------------------------------- |
| 22.03.1848  | 16.11.1848   | Frederik Markus Knuth                               | 1813–1856                                |
| 16.11.1848  | 06.08.1850   | Adam Wilhelm Moltke                                 | 1785–1864                                |
| 06.08.1850  | 18.10.1851   | Holger Reedtz                                       | 1800–1857                                |
| 18.10.1851] | 12.12.1854   | Christian Albrecht Bluhme                           | 1794–1866                                |
| 12.12.1854  | 15.01.1855   | Wulff Scheel-Plessen                                | 1809–1876                                |
| 15.01.1855  | 17.04.1857   | Ludvig Nicolaus Scheele                             | 1796–1874                                |
| 17.04.1857  | 10.07.1858   | Wilhelm Michelsen                                   | 1800–1880                                |
| 10.07.1858  | 02.12.1859   | Carl Christian Hall                                 | 1812–1888                                |
| 02.12.1859  | 24.02.1860   | Carl Frederik Blixen-Finecke                        | 1822–1873                                |
| 24.02.1860  | 31.12.1863   | Carl Christian Hall                                 | 1812–1888                                |
| 31.12.1863  | 08.01.1864   | Ditlev Gothard Monrad                               | 1811–1887                                |
| 08.p1.1864  | 11.07.1864   | George Quaade                                       | 1813–1889                                |
| 11.07.1864  | 06.11.1865   | Christian Albrecht Bluhme                           | 1794–1866                                |
| 06.11.1865  | 28.05.1870   | Christian Emil Krag-Juel-Vind-Frijs                 | 1817–1896                                |
| 28.05.1870  | 11.06.1875   | Otto Rosenørn-Lehn                                  | 1821–1892                                |
| 11.06.1875  | 01.10.1875 † | Frederik Moltke                                     | 1825–1875                                |
| 10.11.1875  | 21.05.1892 † | Otto Rosenørn-Lehn                                  | 1821–1892                                |
| 03.06.1892  | 23.05.1897   | Tage Reedtz-Thott (Højre)                           | 1839–1923                                |
| 23.05.1897  | 27.04.1900   | Niels F. Ravn                                       | 1826–1910                                |
| 27.04.1900  | 24.07.1901   | Hannibal Sehested                                   | 1842–1924                                |
| 07.24.1901  | 14.01.1905   | Johan Henrik Deuntzer (Venstre)                     | 1845–1918                                |
| 14.01.1905  | 12.10.1908   | Frederik Raben-Levetzau                             | 1850–1933                                |
| 12.10.1908  | 28.10.1909   | William Ahlefeldt-Laurvig                           | 1860–1923                                |
| 28.10.1909  | 05.07.1910   | Erik Scavenius (Det Radikale Venstre)               | 1877–1962                                |
| 05.07.1910  | 21.06.1913   | William Ahlefeldt-Laurvig                           | 1860–1923                                |
| 21.06.1913  | 24.06.1913   | Edvard Brandes (Det Radikale Venstre)               | 1847–1931                                |
| 24.06.1913  | 30.03.1920   | Erik Scavenius (Det Radikale Venstre)               | 1877–1962                                |
| 30.03.1920  | 05.04.1920   | Henri Konow (bez stranické příslušnosti)            | 1862–1939                                |
| 05.04.1920  | 05.05.1920   | Otto Scavenius (bez stranické příslušnosti)         | 1875–1945                                |
| 05.05.1920  | 09.10.1922   | Harald Scavenius (Venstre)                          | 1873–1939                                |
| 09.10.1922  | 23.04.1924   | Christian Cold (Venstre)                            | 1863–1934                                |
| 23.04.1924  | 14.12.1926   | Carl Moltke (bez stranické příslušnosti)            | 1869–1935                                |
| 14.12.1926  | 30.04.1929   | Laust Jevsen Moltesen (Venstre)                     | 1865–1950                                |
| 30.04.1929  | 08.07.1940   | Peter Rochegune Munch (Det Radikale Venstre)        | 1870–1948                                |
| 08.07.1940  | 29.08.1943   | Erik Scavenius                                      | 1877–1962                                |
| 29.08.1943  | 05.05.1945   | V tomto období dánská vláda neexistovala            | V tomto období dánská vláda neexistovala |
| 05.05.1945  | 07.05.1945   | Vilhelm Buhl (Socialdemokraterne)                   | 1881–1954                                |
| 05.07.1945  | 07.11.1945   | John Christmas Møller (Det Konservative Folkeparti) | 1894–1948                                |
| 07.11.1945  | 30.10.1950   | Gustav Rasmussen (bez stranické příslušnosti)       | 1895–1953                                |
| 30.10.1950  | 30.09.1953   | Ole Bjørn Kraft (Det Konservative Folkeparti)       | 1893–1980                                |
| 30.09.1953  | 08.10.1958   | Hans Christian Hansen (Socialdemokraterne)          | 1906–1960                                |
| 08.10.1958  | 03.09.1962   | Jens Otto Krag (Socialdemokraterne)                 | 1914–1978                                |
| 03.09.1962  | 28.11.1966   | Per Hækkerup (Socialdemokraterne)                   | 1915–1979                                |
| 28.11.1966  | 01.10.1967   | Jens Otto Krag (Socialdemokraterne)                 | 1914–1978                                |
| 01.10.1967  | 02.02.1968   | Hans Tabor (Socialdemokraterne)                     | 1922–2003                                |
| 02.02.1968  | 11.10.1971   | Poul Hartling (Venstre)                             | 1914–2000                                |
| 11.10.1971  | 19.12.1973   | Knud Børge Andersen (Socialdemokraterne)            | 1914–1984                                |
| 19.12.1973  | 13.02.1975   | Ove Guldberg (Venstre)                              | 1918–2008                                |
| 13.02.1975  | 01.07.1978   | Knud Børge Andersen (Socialdemokraterne)            | 1914–1984                                |
| 01.07.1978  | 30.08.1978   | Anker Henrik Jørgensen (Socialdemokraterne)         | * 1922                                   |
| 30.08.1978  | 26.10.1979   | Henning Christophersen (Venstre)                    | * 1939                                   |
| 26.10.1979  | 10.09.1982   | Kjeld Olesen (Socialdemokraterne)                   | * 1932                                   |
| 10.09.1982  | 25.01.1993   | Uffe Ellemann-Jensen (Venstre)                      | * 1941                                   |
| 25.01.1993  | 21.12.2000   | Niels Helveg Petersen (Det Radikale Venstre)        | * 1939                                   |
| 21.12.2000  | 27.11.2001   | Mogens Lykketoft (Socialdemokraterne)               | * 1946                                   |
| 27.11.2001  | 23.02.2010   | Per Stig Møller (Det Konservative Folkeparti)       | * 1942                                   |
| 23.02.2010  | 03.10.2011   | Lene Espersen (Det Konservative Folkeparti)         | * 1965                                   |
| 03.10.2011  | 12.12.2013   | Villy Søvndal (Socialistisk Folkeparti)             | * 1952                                   |
| 12.12.2013  | 30.01.2014   | Holger K. Nielsen (Socialistisk Folkeparti)         | * 1950                                   |
| 03.02.2014  | 28.06.2015   | Martin Lidegaard (Det Radikale Venstre)             | * 1966                                   |
| 28.06.2015  | 28.11.2016   | Kristian Jensen (Venstre)                           | * 1971                                   |
| 28.11.2016  |              | Anders Samuelsen (Liberal Alliance)                 | * 1969                                   |